# Michele Rosi
Michele Rosi (Pieve di Camaiore, 29 settembre 1864 – Lucca, 23 gennaio 1934) è stato uno storico italiano.

## Biografia
Michele Rosi si occupò di storia letteraria, storia medievale e soprattutto della storia del Risorgimento, contribuendone significativamente alla revisione storiografica. Fu professore di scuola media e docente di storia del Risorgimento all'università di Roma.
Diresse il Dizionario del Risorgimento nazionale. L'opera, la più nota tra i suoi lavori, fu pubblicata dall'editore Antonio Vallardi in quattro volumi tra il 1931 e il 1937, l'ultimo uscito postumo.

## Opere
- Saggio sui trattati d'amore del Cinquecento. Contributo alla storia dei costumi italiani nel secolo XVI, Recanati, Tip. Di Rinaldo Simboli, 1889.
- Longobardi e chiesa romana al tempo del re Luitprando, Catania, Tip. Martinez, 1890.
- Della signoria di Francesco Sforza nella Marca secondo le memorie dell'archivio recanatese, Recanati, Tip. di Rinaldo Simboli, 1895.
- Le monache nella vita genovese dal secolo XV al XVII, Genova, R. Istituto Sordo-muti, 1895.
- Storia delle relazioni fra la Repubblica di Genova e la Chiesa Romana specialmente considerate in rapporto alla Riforma religiosa, Roma, Tip. della R. Accademia dei Lincei, 1899.
- La scuola dei Lucchesi a Venezia (secoli XIV - XIX), Lucca, tip. Giusti, 1901.
- Antonio Mordini nella storia del risorgimento italiano, Roma, Unione cooperativa editrice, 1905.
- Lezioni di storia del risorgimento italiano. Anno accademico 1906-1907, a cura di Enea Cianetti, Roma, Fratelli Castellani, [1906?].
- I Cairoli, Torino, Fratelli Bocca, 1908. (online)
- La storia contemporanea d'Italia, Torino, Unione Tipografico-Editrice Torinese, 1914.
- L'Italia odierna. Due secoli di lotte, di studi e di lavoro per l'indipendenza e la grandezza della patria, pubblicato a fascicoli, 5 tomi, Torino, Unione Tipografico-Editrice Torinese, 1916-1927.
- Il popolo italiano negli ultimi due secoli (1700-1923). Sommario storico, Roma, Fondazione Leonardo, 1924.
- Il primato di Carlo V. La resistenza degli italiani e i precedenti relativi (secoli XIII-XVI), Roma, A. Signorelli, 1925.
- Vittorio Emanuele II, Bologna, L. Cappelli, 1930.
- Garibaldi, Bologna, L. Cappelli, 1932.